# Eve Stewart (remadora)
Eve Stewart (13 de janeiro de 1998) é uma remadora britânica.

## Carreira
Nascida e criada na Holanda, Stewart estudou na Amsterdam International Community School e na Universidade de Iowa. Ela ganhou o assento de proa do primeiro time do colégio de Iowa em seu primeiro ano. Naquele ano, Iowa se classificou para as finais da NCAA pela primeira vez em 16 anos. Na temporada seguinte, ela estava na posição de nado quando retornaram às finais da NCAA.
Ela foi nomeada para a Seleção Holandesa Sub-23 para o Campeonato Mundial de Remo de 2018 em Poznań, Polônia. Em 2023, ela remou em dupla com Eleanor Brinkhoff e a dupla terminou em quarto lugar nas avaliações de inverno da equipe de remo da GB.
Nos Jogos Olímpicos de Verão de 2024, em Paris, conquistou a medalha de bronze na competição de oito com feminino, ao lado de Annie Campbell-Orde, Holly Dunford, Emily Ford, Lauren Irwin, Heidi Long, Rowan McKellar, Harriet Taylor e Henry Fieldman com o tempo de 5:59.51.